# Stilbus subalutaceus
Stilbus subalutaceus is een keversoort uit de familie glanzende bloemkevers (Phalacridae). De wetenschappelijke naam van de soort werd in 1890 gepubliceerd door Thomas Lincoln Casey.